# Toque no Altar e Restituição
Toque no Altar e Restituição é o primeiro álbum de vídeo da banda brasileira de música cristã Toque no Altar, lançado em abril de 2006 de forma independente.
O projeto foi gravado no dia 8 de novembro de 2005 em São Paulo, na antiga casa de shows Olympia. Contém uma seleção de músicas oriundas dos álbuns Toque no Altar e Restituição, ambos lançados em 2003. A direção de vídeo ficou a cargo de Hugo Pessoa, e a produção musical foi do tecladista Ronald Fonseca. As canções são majoritariamente interpretadas por Luiz Arcanjo e Davi Sacer, com interpretações de David Cerqueira em "Não Tenho Outro Bem" e "Faz Chover". Foi o último trabalho do grupo com as participações de Cerqueira e do guitarrista Marcell Compan que, em 2006, seria substituído por Isaac Ramos.
Com avaliações positivas da crítica, Toque no Altar e Restituição vendeu 40 mil cópias pouco tempo após o lançamento. Em 2007, o disco foi relançado com uma nova capa.

## Antecedentes
Até 2005, o Ministério Apascentar de Nova Iguaçu já tinha lançado três álbuns inéditos e nenhum registro em vídeo. A banda até chegou a fazer uma gravação em DVD na sede da igreja em Nova Iguaçu em meados de 2004, com Luiz Arcanjo cantando todas as músicas sozinho, mas o material acabou não sendo comercializado em larga escala e não foi incluso na discografia da banda, sendo um item extremamente raro. Davi Sacer, temporariamente afastado do grupo por um caso de adultério, retornou novamente a banda depois de um tempo. Arcanjo continuou sendo líder e, desta forma, o grupo passou a ter dois vocalistas fixos.
Após a vitória do grupo em várias categorias no Troféu Talento de 2005, a banda passou a adotar o nome artístico Toque no Altar e resolveu fazer uma gravação que reunisse faixas dos seus dois primeiros projetos, Toque no Altar e Restituição, ambos lançados nos últimos meses de 2003.

## Gravação
Apesar de serem do Rio de Janeiro, a banda escolheu a cidade de São Paulo para a gravação de seu primeiro DVD. O local foi a casa de shows Olympia, palco de várias apresentações nacionais e, para a produção, foi recrutada a empresa Show Design. Hugo Pessoa, VJ da Rede Internacional de Televisão, ficou a cargo da direção de vídeo. A apresentação se deu no dia 8 de novembro de 2005.
A ideia original era que Luiz Arcanjo e Davi Sacer surgissem no palco num clima de abertura. O repertório inclui quase todas as canções do álbum Toque no Altar, e grande parte das faixas de Restituição. Ocorreram mudanças significativas no arranjo das canções, e várias das faixas originalmente cantadas por Sacer foram interpretadas por Arcanjo. "Meu Amado", por exemplo, ganhou uma versão acústica. O cantor David Cerqueira também se fez presente como intérprete, fazendo um solo de "Não Tenho Outro Bem" e dividindo vocais em "Faz Chover". A banda Raiz Coral participou dos vocais das três últimas faixas do disco.

## Projeto gráfico
O projeto gráfico original de Toque no Altar e Restituição foi desenvolvido por David Cerqueira, que tinha trabalhado na concepção visual dos dois álbuns originais. Cerqueira uniu imagens das capas de Toque no Altar e Restituição com uma fotografia do show, durante a música "Leva-me Além". O verso da capa apresenta também outras fotos do show, especialmente os vocalistas Luiz Arcanjo e Davi Sacer, e capas de todos os álbuns lançados pelo Toque no Altar até aquele momento, incluindo até Olha pra Mim, lançado quase no mesmo período.
Em agosto de 2007, quando a formação original do Toque no Altar se desfez, o DVD foi relançado com um novo projeto gráfico, desenvolvido por Rafael Feijó. Esta versão não conteve nenhuma fotografia do show. No canto esquerdo foi inserida a frase "Nova capa, mesma unção".

## Lançamento e recepção
| Críticas profissionais | Críticas profissionais |
| Avaliações da crítica  | Avaliações da crítica  |
| Fonte                  | Avaliação              |
| ---------------------- | ---------------------- |
| Super Gospel           | (favorável)            |
| O Propagador           | [ 8 ]                  |

Toque no Altar e Restituição foi lançado em abril de 2006, praticamente coincidentemente com o álbum Olha pra Mim, e foi um sucesso comercial, com mais de 40 mil cópias comercializadas. A recepção da crítica também foi favorável. Roberto Azevedo, em texto para o Super Gospel, chegou a afirmar que algumas canções, no DVD, se saíram melhores que suas versões originais. O autor afirmou que "Toque no Altar" ficou "mais arranjado em relação a versão original", "Abro Mão" contou "com todo o virtuosismo do pianista Ronald Fonseca" e que "Sete Vezes Mais" envolveu "muita interatividade da platéia". No entanto, também fez comentários negativos em relação a autoração do DVD, dizendo que o conceito dos painéis LCD alternados "é criativo, mas dá aquela sensação de ter sido feito em cima de algum template".
O guia discográfico do O Propagador apresenta avaliações favoráveis para Toque no Altar e Restituição, especialmente quanto a parceria dos vocalistas Luiz Arcanjo e Davi Sacer. "O repertório bem escolhido veio a apresentar o que tinham de melhor nos dois primeiros projetos do Toque no Altar, tornando um registro de mais de duas horas de duração atraente do início ao fim", disse o texto.

## Legado
Toque no Altar e Restituição é considerado o projeto que tornou os integrantes do Toque no Altar publicamente reconhecíveis. Antes do DVD, a banda teve poucas aparições e seus integrantes viviam quase de forma anônima. Sobre isso, Verônica Sacer chegou a dizer: "A notoriedade ainda não mata a minha privacidade. O Toque no Altar por muito tempo, não trabalhava com imagem. Mas agora com DVDs, programas de TV, a gente acaba sendo reconhecidos" (sic).
Em novembro de 2015, dez anos após a gravação, Luiz Arcanjo relembrou a gravação feita no Olympia. "Não tínhamos nenhuma experiência audiovisual ainda, e claro, algumas coisas não saíram como queríamos, mas o que Deus fez através daquele DVD compensou tudo aquilo que não era pra ser".
Em 2012, Jotta A chegou a dizer que o trabalho foi uma influência na sua carreira, especialmente a performance de Luiz Arcanjo e da banda na canção "Santo". "Eu me lembro uma vez que estava assistindo um DVD onde eles contavam que viam anjos cantando na gravação e aquilo me marcou muito", afirmou.

## Faixas
A seguir lista-se as faixas, compositores e durações de cada canção de Toque no Altar e Restituição.
| N.º            | Título                                         | Compositor(es)                                  | Vocais                                     | Duração |  |
| 1.             | "Abertura"                                     | Ronald Fonseca                                  | Luiz Arcanjo e Davi Sacer                  | 2:51    |  |
| 2.             | "Te Adoro Senhor"                              | Sacer                                           | Luiz Arcanjo                               | 5:38    |  |
| 3.             | "Sete Vezes Mais"                              | Sacer Luiz Arcanjo                              | Luiz Arcanjo                               | 5:54    |  |
| 4.             | "Toque no Altar"                               | Sacer Arcanjo                                   | Davi Sacer                                 | 9:15    |  |
| 5.             | "Sacia-me"                                     | Marcell Compan David Cerqueira Sacer Arcanjo    | Davi Sacer                                 | 7:10    |  |
| 6.             | "Não Tenho Outro Bem"                          | Cerqueira Arcanjo Sacer                         | David Cerqueira                            | 6:50    |  |
| 7.             | "Mais"                                         | Sacer Arcanjo                                   | Luiz Arcanjo e Davi Sacer                  | 7:52    |  |
| 8.             | "Se a Nação Clamar" (Manancial de Águas Vivas) | Sacer Arcanjo                                   | Davi Sacer e Luiz Arcanjo                  | 7:20    |  |
| 9.             | "Meu Amado"                                    | Arcanjo Fonseca Sacer                           | Davi Sacer                                 | 6:39    |  |
| 10.            | "Bendita Será" (Bendito Serás)                 | Sacer Arcanjo André Rodrigues                   | Davi Sacer                                 | 5:45    |  |
| 11.            | "Oração"                                       | Marcus Gregório                                 | Marcus Gregório                            | 5:19    |  |
| 12.            | "Leva-me Além"                                 | Fonseca                                         | Luiz Arcanjo                               | 8:29    |  |
| 13.            | "Abro mão"                                     | Arcanjo                                         | Luiz Arcanjo                               | 7:41    |  |
| 14.            | "Santo"                                        | Arcanjo                                         | Luiz Arcanjo                               | 17:15   |  |
| 15.            | "Restitui"                                     | Sacer Arcanjo                                   | Davi Sacer                                 | 15:03   |  |
| 16.            | "Faz Chover" (Let it Rain)                     | Michael Farron / Vs. Cerqueira, Sacer e Arcanjo | Luiz Arcanjo, Davi Sacer e David Cerqueira | 8:01    |  |
| Duração total: | Duração total:                                 | Duração total:                                  | Duração total:                             | 127:09  |  |

Extras
- Making Of
- Galeria de Fotos
- Depoimentos

## Ficha técnica
A seguir estão listados os músicos e técnicos envolvidos na produção de Toque no Altar e Restituição:
Banda
- Luiz Arcanjo - vocais, violão em "Meu Amado"
- Davi Sacer - vocais
- Ronald Fonseca - produção musical, arranjos, teclado
- David Cerqueira - vocais, design
- Leandro Silva - teclado, arranjos
- André Mattos - bateria, percussão em "Meu Amado"
- André Rodrigues - baixo, violão em "Meu Amado"
- Marcell Compan - guitarra, violão em "Meu Amado"
- Verônica Sacer - vocal de apoio
- Vânia Franco - vocal de apoio
- Silvânia Costa - vocal de apoio
- Paulinho Daniel - violão
- Davidsson - guitarra
- Alessandro - vocal de apoio
- Maurício Paes - vocal de apoio

Músicos convidados
- Raiz Coral - vocal em "Santo", "Restitui" e "Faz Chover"
- Marcos Gregório - vocal em "Oração", direção executiva
- Márcio André - trompete
- Ângelo Torres - saxofone
- Robson Olicar - trombone
- Ricardo Amado - violino
- Carlos Roberto Mendes - violino
- Gisele Sampaio - violino
- Rodolfo Toffolo - violino
- Erasmo Fernandes - violino
- Rogério Rosa - violino
- José Ricardo Tabuada - viola
- Eduardo Pereira - viola
- Márcio Mallard - violoncelo
- Cláudia Gomes Grosso - violoncelo

Equipe técnica
- Ivan Moura - direção geral
- Hugo Pessoa - direção de vídeo
- Rogério Fernandez - direção de fotografia
- Jonata Luiz M. Alves - edição e pós-produção
- Toney Fontes - técnico de gravação
- Aureo Luis - técnico de gravação
- Ivan Carlos - técnico de monitor
- Caio Jr. - técnico de P.A.
- Caike - roadie
- Mauricio - roadie
- Márcio - roadie